# تشارلي روي
تشارلي روي (بالإنجليزية: Charlie Roy)‏ هو لاعب كرة قاعدة أمريكي، ولد في 22 يونيو 1884، وتوفي في 10 فبراير 1950 في بلاكفوت في الولايات المتحدة.

## وصلات خارجية
- تشارلي روي على موقعبيزبول رفرنس.كوم (الدوري الرئيسي) (الإنجليزية)
- تشارلي روي على موقعبيزبول رفرنس.كوم (الدوري الثانوي) (الإنجليزية)